# 文公 (春秋滕)
文公（ぶんこう、? - 紀元前575年）は、春秋時代の滕の君主。姓は姫、諱は寿。

## 生涯
滕の昭公の子として生まれた。紀元前600年8月、昭公が死去すると、文公が後を嗣いで滕公として即位した。紀元前599年6月、晋をたのみにして宋に朝事しなかったことから、宋軍の攻撃を受けた。紀元前578年5月、晋・斉・宋などの諸侯とともに秦を攻撃した。紀元前575年4月、文公は死去し、成公が後を嗣いで滕公として即位した。